# Rzeszotary-Gortaty
Rzeszotary-Gortaty (prononciation : [ʐɛʂɔˈtarɨ ɡɔrˈtatɨ]) est un village polonais de la gmina de Rościszewo dans le powiat de Sierpc de la voïvodie de Mazovie dans le centre-est de la Pologne.
Il se situe à environ 5 kilomètres au sud-est de Rościszewo (siège de la gmina), 10 kilomètres à l'est de Sierpc (siège du powiat) et à 109 kilomètres au nord-ouest de Varsovie (capitale de la Pologne).

## Histoire
De 1975 à 1998, le village appartient administrativement à la voïvodie de Płock.
Depuis 1999, il appartient administrativement à la voïvodie de Mazovie.